# Kalývia (Kardítsa)
Kalývia, en grec moderne : Καλύβια, est un village du dème du lac Plastiras, district régional de Kardítsa, en Thessalie, Grèce.
Selon le recensement de 2011, la population du dème compte 223 habitants.